# Fasnachts-Brunnen
Der Fasnachts-Brunnen (auch: Tinguely-Brunnen bzw. Carnaval) ist ein vom Künstler Jean Tinguely geschaffener Brunnen und steht auf dem Theaterplatz in der Schweizer Stadt Basel. Er wurde zwischen 1975 und 1977 an der Stelle der Bühne des alten, abgebrochenen Stadttheaters gebaut und war ein Geschenk der 50-jährigen Handelsgenossenschaft Migros an die Stadt Basel. Er ist ein neues Wahrzeichen für Basel, steht aber nicht unter Denkmalschutz.

## Beschreibung
Der Brunnen mit zehn maschinellen Skulpturen in einem grossen Wasserbecken, welche zum Teil aus Versatzstücken, d. h. aus beweglichen, versetzbaren Teilen der ehemaligen Bühnenausstattung des Stadttheaters konstruiert wurden, zeigt die für Jean Tinguely typischen Wasserspiele. Die Fantasiefiguren werden durch Schwachstrommotoren bewegt und sprühen Wasserfontänen durch die Luft. Der Name des Schmuckbrunnens bezieht sich auf die fröhlichen Menschen, die zur Fasnacht mit Verkleidungen durch die Orte ziehen.
Das Brunnenbecken in den Massen 16 mal 19 Meter ist unregelmässig geformt und der Rand nur zirka 25 Zentimeter hoch. Es ist vollständig mit Asphalt ausgegossen und damit wasserdicht. Das Wasser darin hat nur eine Höhe von 19 Zentimetern, rundherum sind vor Büschen und Hecken steinerne Bänke platziert.
Der Fasnachtsbrunnen ist einer der drei Basler Brunnen, die weder Trinkwasser führen noch zum Baden benutzt werden dürfen. – Aus Anlass des 25-jährigen Brunnenjubiläums im Jahr 2002 fand ein Fest mit besonderer Illumination und Salutschiessen statt.
Das Wasser wird wintersüber nicht abgelassen und sein Zufluss nicht unterbrochen, so dass die Figuren durch besondere Massnahmen gegen Frost und Eis geschützt werden mussten.
Die zehn Skulpturen haben folgende Namen:
- dr Theaterkopf – der Theaterkopf
- d’Spinne – die Spinne
- dr Waggler – der Wackler
- d’Fontääne – die Fontäne
- dr Spritzer – der Spritzer
- dr Suuser – der Sauser
- dr Wäädel – der Wedel
- dr Schuufler – der Schaufler
- s’Seechter – das Sieb
- dr Querpfyffer – der Querflöter